# A ferro e fuoco (romanzo)
A ferro e fuoco è un romanzo storico di Simon Scarrow. Ambientato ad inizio del 1800, narra la vita di Napoleone Bonaparte. In Italia è stato pubblicato nel luglio del 2017 dalla casa editrice Newton Compton.
È il terzo romanzo della tetralogia della Revolution series.

## Trama
È il 1804, e Napoleone viene incoronato imperatore dei francesi. Il suo desiderio è portare la Francia a dominare tutta l'Europa, e per tanto costruisce uno dei più grandi eserciti mai esistiti: La Grande Armata. Questa grande armata, però, viene sconfitta nella battaglia di Trafalgar, ma Napoleone, per non dare speranze ai suoi avversari, ricostituisce velocemente l'esercito e sconfigge russi ed austriaci nella famosa battaglia di Austerlitz, per poi mettere sul trono di Spagna il fratello Giuseppe. Gli rimane ora solo l'Inghilterra da sconfiggere, ma Wellington non sta certo a guardare, e lo scontro epico è sempre più vicino.

## Edizione
- Simon Scarrow, A ferro e fuoco, traduzione di Lucilla Rodinò e Francesca Noto, collana Nuova Narrativa Newton, Newton Compton, 24 agosto 2017,  p. 571, ISBN 978-88-227-0625-6.
- Simon Scarrow, A ferro e fuoco, traduzione di Lucilla Rodinò e Francesca Noto, collana King, Newton Compton, 19 luglio 2018,  p. 571, ISBN 978-88-227-2208-9.